# Køge-Ringsted Banen
Køge-Ringsted Banen (KRB) var en dansk privatbane mellem Køge og Ringsted 1917-63.
Jernbanen København-Køge-Ringsted, indviet 31. maj 2019, er ikke anlagt i KRB's tracé, men har en nordligere og mere direkte linjeføring langs Vestmotorvejen.

## Historie
Jernbaneloven af 8. maj 1894 indeholdt en jernbane fra Køge til Borup. Den blev i den næste store jernbanelov fra 1908 ændret til Køge-Kværkeby. I 1913 blev det bestemt, at endestationen kunne være Ringsted eller Kværkeby, og det blev altså Ringsted. Eneretsbevillingen blev udstedt 5. marts 1914, og anlægsarbejdet startede i foråret 1915.
I både Køge og Ringsted var banen ført ind på statsbanestationerne. I Køge valgte selskabet dog af økonomiske grunde at få sin egen station Køge Vest i 1934. Den lå i udkanten af statsbanestationens område og havde egen drejeskive og remise (som brændte nogle måneder før banens lukning). Hovedkontoret lå oprindeligt i Køge, men flyttede til Hårlev, da banen i 1957 fik driftsfællesskab med Østsjællandske Jernbaneselskab.
Banen overlevede anbefalinger om nedlæggelse fra både Trafikkommissionen i 1936 og Privatbanekommissionen i 1954.

## Strækningsdata
- Åbnet: 4. august 1917
- Længde: 33,2 km
- Sporvidde: 1.435 mm
- Skinnevægt: 22,45 kg/m
- Maks. hastighed: 45 km/t
- Maks. stigning: 10 ‰
- Mindste kurveradius: 410 m
- Nedlagt: 31. marts 1963

## Standsningssteder
Bortset fra Ørslev, der som banens største mellemstation var specielt udstyret, havde de øvrige 6 mellemstationer og holdepladserne Yderholm og Havbyrd 115 m langt krydsningsspor.
- Køge station, fra 1934 Køge Vest i km 0,0 – forbindelse med Roskilde-Køge-Næstved-banen og Østbanen (til Rødvig og Faxe Ladeplads).
- Københavnsvej trinbræt i km 1,0 fra 1929 med lille jordperron på vestsiden, efter besættelsen også på østsiden af vejen.
- Ølbyvej trinbræt i km 1,7 1929-40 uden perron.
- Åsen trinbræt i km 3,0 fra 1929.
- Lellinge Østermark – i ældre køreplaner bare Østermark – trinbræt i km 4,4 fra 1929.
- Lellinge station i km 5,9.
- Ny Lellinge trinbræt i km 7,6 fra 1929, i banens sidste år med en kort perron.
- Yderholm holdeplads i km 8,3 med perron og ventesalsbygning af træ med tegltag. Kun få gårde i nærheden, men stor udflugtstrafik til Yderholm Kro og Skovhus Vænge (Lellingeskoven).
- Vemmedrup trinbræt i km 8,9 1929-40.
- Lundsgårdsvej trinbræt i km 9,4 fra 1929 med en lille perron.
- Bjæverskov station i km 11,2 med kreaturfold. Lå 1½ km sydøst for Bjæverskov og 2 km nordvest for Lidemark.
- Bjæverskov Mølle trinbræt i km 12,2 fra 1929. Under krigen var der en miniperron, der senere blev afløst af en større.
- Græsmarksvej trinbræt i km 12,9 1929-40 ved et sidespor, der var anlagt i 1918 til roelæsning, men blev fjernet igen i 1930'erne.
- Gummersmark – eller Gummersmarke – station i km 13,5. Banens mindste station 1½ km syd for landsbyen Gummersmark. Fra 1927 holdeplads med ventesal i stationsbygningen, der blev til baneformandsbolig.
- Gørslevgård trinbræt i km 14,2 1929-40.
- Østervang station i km 15,0 lidt øst for Gørslev i retning af Vollerslev.
- Gørslev Vænge trinbræt 1929-40.
- Nyvang trinbræt i km 17,5 med 50 m perron og ventesalsbygning af træ med tegltag.
- Enghave trinbræt i km 18,4 1929-40.
- Ørslev station i km 20,4 med 180 m krydsningsspor og 84 m læssespor, hvorfra der var et kort stikspor med enderampe.
- Ottestrup trinbræt i km 22,0 fra 1929 ved hovedgården af samme navn. Brugerne opsatte et faldefærdigt læskur, senere bekostede gårdens ejer et betonskur. Et sidespor fra banens start blev fjernet i 1940'erne.
- Prøvegårdsvej trinbræt i km 22,5 1929-40.
- Farendløse – eller Farringløse – station i km 23,3 lidt nord for Farendløse i retning af Nordrup.
- Mosevej trinbræt 1929-40.
- Fredsgårde trinbræt i km 24,9 fra 1929 ved et sidespor, anlagt i 1918.
- Sneslev station i km 26,5.
- Allikegårde trinbræt i km 27,7 fra 1929 med et lille venteskur, der dog var forsvundet i banens sidste år.
- Haugbyrd – senere Havbyrd – holdeplads i km 29,2 med perron og ventesalsbygning af træ med tegltag.
- Tolstrup – eller Tolstrupvej – trinbræt i km 30,6 fra 1929 ved et sidespor, der blev nedlagt efter besættelsen.
- Ringsted station i km 33,2 – forbindelse med København-Korsør-banen og Sjællandske midtbane.

### Bevarede stationsbygninger
Stationsbygninger og remiser var tegnet af Køge-arkitekten Christian Sylow. Køge Vest, der blev bygget senere, var tegnet af arkitekt Tage Nielsen, også fra Køge. Denne stationsbygning blev efter banens nedlæggelse anvendt som rutebilstation, men blev nedrevet, da Køge Station skulle ombygges i 1983 af hensyn til S-banens indførelse. Banens øvrige stationsbygninger er bevaret.
- Lellinge: Baneledet 10
- Bjæverskov: Smedevej 5
- Gummersmark: Sommervej 10
- Østervang: Østervang 20
- Ørslev: Ørslev Stationsvej 59
- Farendløse: Kløvermarken 13
- Sneslev: Sneslev Stationsvej 17

## Driften
Fra Nyvang trinbræt og længere mod vest gik de fleste rejser til Ringsted, øst for Nyvang gik de til Køge, så banen var en typisk oplandsbane for begge købstæder. Kun få passagerer rejste hele strækningen mellem de to købstæder eller videre ad andre strækninger.
KRB fik karakter af havnebane for Ringsted, især fra 1934, hvor Køge Havn blev udvidet og kunne tage større skibe. Der fik banen bl.a. transport af kul fra havnen til gasværkerne i Ringsted og Sorø.
Banen havde fra starten to damplokomotiver og ét sæt personvogne, som med en køretid på ca. 1½ time hver vej kunne klare 4 dobbeltture på en dag. På grund af de ekstremt høje kulpriser under 1. verdenskrig startede man dog med kun 2 togpar dagligt. Det var der stor utilfredshed med, så allerede 30. september 1917 gik man over til 3. Mod krigens slutning blev det dog nødvendigt at skære ned igen, og først fra 15. november 1923 kom man op på de 4 daglige togpar.
Samtidig begyndte banen at give underskud, fordi landevejstrafikken også fik bedre vilkår. KRB lejede Triangels forsøgsmotorvogn af Hammelbanen og blev blandt de første privatbaner, der gik over til motorvogne. De kunne køre turen på 1 time og var langt billigere i drift end damplokomotiverne. KRB's dampdrift ophørte helt i 1937, hvilket gav problemer under besættelsen, hvor benzinen blev rationeret og til sidst forsvandt helt. Her var man stort set henvist til at sætte gasgeneratorer på motorvognene, hvilket reducerede deres ydelse. For at holde køreplanen nedlagde man i 1940 en del af de mange trinbrætter, der var oprettet i 1929.
KRB var så glad for Triangel-motorvognene, at banen blev blandt de sidste, der anskaffede en skinnebus. Først i 1957 supplerede man med en brugt Scandia skinnebus, indkøbt fra den nedlagte Vejle-Vandel-Grindsted Jernbane. Den kom straks til at køre to tredjedele af banens togkilometer. I nedlæggelsesåret 1963 var KRB oppe på at køre 7 togpar på hverdage og 6 på søn- og helligdage.

## Strækninger hvor banetracéet er bevaret
Efter nedlæggelsen erhvervede Køge Kommune strækningen fra byen til Køge Ås for at anlægge cykelsti. I alt er 7 km af banens tracé bevaret og tilgængeligt. Ringsted Kommune købte sporet fra stationen gennem byen som kommunal stambane, hvor DSB kunne fortsætte godstrafikken. Tilgroede rester af dette 1½ km lange tracé kan stadig ses på vej ud mod Ringsted flyveplads.
- Nordøst for Emilievej i Køge
- Fra Køgehallerne mod Køge Ås
- Fundamentet til broen over Køge Å
- Banedæmning øst for Lellinge Station
- Gennem Græsmarke Skov vest for Lellinge
- Fra Bjæverskov mod Vemmedrup
- Mellem Bjæverskov og Gummersmark
- Gennem Gørslev Vænge